# Dearthrus longulus
Dearthrus longulus är en skalbaggsart som beskrevs av Leconte 1863. Dearthrus longulus ingår i släktet Dearthrus och familjen ängrar. Inga underarter finns listade i Catalogue of Life.